# Phorocera aequalis
Phorocera aequalis là một loài ruồi trong họ Tachinidae.